# 聯邦議會 (德意志帝國)
聯邦委員會（Bundesrat，1902年前拼寫為Bundesrath）或稱聯邦議會，是指北德意志邦聯（1867–1870）和德意志帝國（1871–1918）法律上的最高权力机构。 並因其組織人員為由帝國境內的各邦代表所組成，故稱委員會。
聯邦議會的主席由德意志帝国首相担任。德意志帝國的所有法律均須得聯邦議會的批准才能生效。此外，德意志皇帝的某些決策(例如解散國會及宣戰)亦須經聯邦議會表決。聯邦議會還可以對帝國議會的議案作出裁決。同時，聯邦議會還具有多項行政職能，例如有權裁決各成員國之間的糾紛，並在某些情況下解決成員國國內的憲法爭議，能承擔某些憲法法院的職責。
聯邦議會由德意志帝國境內的25個成員國的代表组成。各成員國的的代表人數由德意志帝国宪法规定。各成員國的代表按各自成員國政府的指示投票，例如普魯士王國首相俾斯麥可以對普魯士王國的聯邦議會代表直接下達指示。实际上聯邦議會是由普鲁士王國主导的。普鲁士王國在聯邦议会中拥有17票的多数票，其他成員國的票数都不會超过6票。對於修改憲法，聯邦議會只需14票就可以否决修憲提案。这意味着普鲁士实际上对宪法修改拥有否决权。

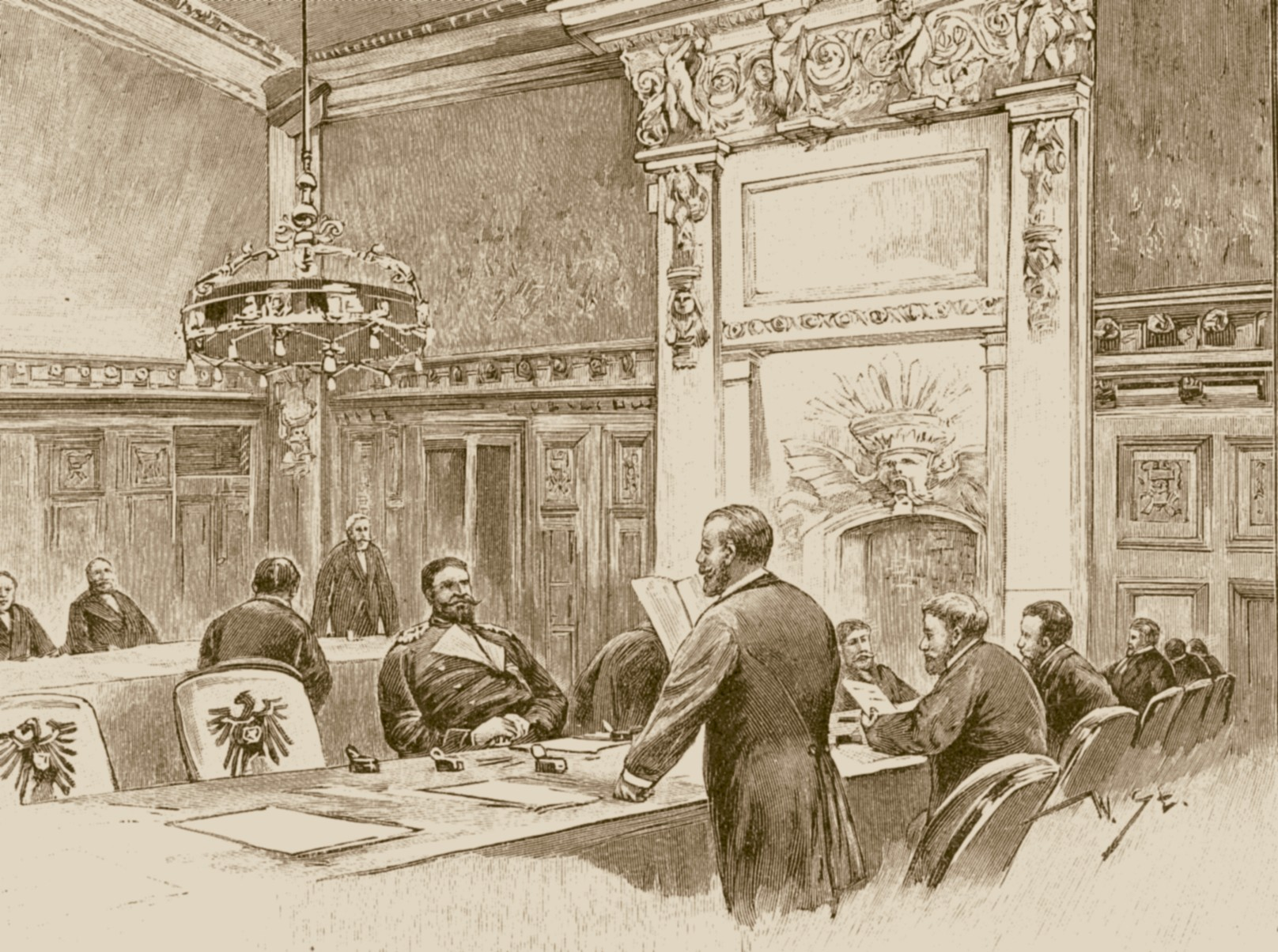
德国国会大厦內的聯邦議會（1894年左右繪製）

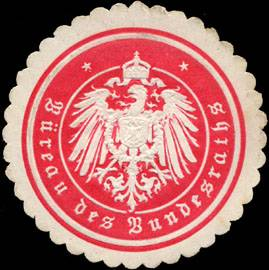
1900年左右的聯邦議會印章

## 稱謂
早在 1814/1815 年為德意志邦聯草擬的憲法草案中，就已經提到了「Bundesrat」（聯邦委員會）。這個詞也出現在 1863 年的法蘭克福改革法案中。當時的「Bundesrat」是種類似於邦聯議會的「小型委員會」（Engeren Rat des Bundestags），與後來實際成立的聯邦議會相似：它會是由各邦代表組成的常設使節會議。
在憲法文本中，「Bundesrat」寫作「Bundesrath」，「Rath」（委員會、議會）這個詞直到 1901 年的拼字改革才失去了「h」字母。
1871 年當北德意志邦聯擴大為德意志帝國時，皇帝本來希望將聯邦委員會更名為「Reichsrat」（帝國委員會）。但他的宰相奧托·馮·俾斯麥說服了他，認為應該繼續強調這個國家機構的聯邦性質。因此，聯邦委員會直到威瑪共和國時期才被改名為帝國委員會。

## 票数分配
| 德意志帝国成員國         | 票數                |
| ------------------------ | ------------------- |
| 普魯士王國               | 17                  |
| 巴伐利亞王國             | 6                   |
| 萨克森王国               | 4                   |
| 符騰堡王國               | 4                   |
| 巴登大公國               | 3                   |
| 黑森大公国               | 3                   |
| 阿爾薩斯-洛林            | 3                   |
| 梅克倫堡-什未林大公國    | 2                   |
| 不伦瑞克公国             | 2                   |
| 安哈爾特公國             | 1                   |
| 薩克森-阿爾滕堡          | 1                   |
| 薩克森-科堡-哥達         | 1                   |
| 薩克森-邁寧根            | 1                   |
| 利珀親王國               | 1                   |
| 羅伊斯幼系親王國         | 1                   |
| 羅伊斯-格賴茨親王國      | 1                   |
| 紹姆堡-利珀親王國        | 1                   |
| 施瓦茨堡-魯多爾施塔特    | 1                   |
| 施瓦茨堡-松德斯豪森      | 1                   |
| 瓦爾代克和皮爾蒙特親王國 | 1                   |
| 不來梅漢薩自由市         | 1                   |
| 漢堡漢薩自由市           | 1                   |
| 呂貝克自由市             | 1                   |
| 總計                     | 58 (1911年以後: 61) |

1. ↑  Vgl. Beschlüsse der Deutschen Rechtschreibungs-Conferenz (26 Bundesstaaten des Deutschen Kaiserreichs): Orthographischen Konferenz von 1901 – Wikipedia: "In heimischen Wörtern sollte das h nach t grundsätzlich fallen (Tal, Tür statt Thal, Thür). In Fremdwörtern wie Thron und Theater sowie germanischen Begriffen wie Thing und Thor wurde die th-Schreibung beibehalten."
2. ↑  1911年起增設3名名額